# 袁州谯楼
27°47′49″N 114°22′41″E / 27.79694°N 114.37806°E
袁州谯楼位于中国江西省宜春市袁州区鼓楼路的中段，即现宜春鼓楼。1984年被列为宜春市文物保护单位，2000年以“袁州古天文台遗址”之名被列为江西省文物保护单位。2006年被列为全国重点文物保护单位。

## 历史
袁州谯楼于南唐保大二年（944年）由刺史刘仁瞻建造，属袁州府署的一部分。南宋嘉定十二年（1219年），知州滕强恕修缮谯楼时添置了夜天池、日天池、影表、定南针、添水更筹等设施，使谯楼成为集测时、守时、授时三大功能为一体的天文台。明嘉靖二十二年（1543年）至清康熙六年（1667年），谯楼经数次修缮，直到乾隆年间仍发挥了授时的作用。清末由于西方钟表的逐渐普及，谯楼失去了作用并日渐衰败。1983年江西省文化厅拨款予以维修。1994年被江西省科委邀请专家鉴定为中国现存最早的地方时间天文台遗址。2004年宜春市对鼓楼进行大修。

## 形制
袁州谯楼楼台占地面积约780平方米，台高5.5米，台南北南侧向东方各延伸出一平台，均长19米，宽7.4米，突出主台9米。台上为抬梁式木构架建筑，重檐歇山顶。楼宽23.3米，长11.8米，高12.8米。整体建筑坐西朝东。